# الکساندر رمزی
الکساندر رمزی (به انگلیسی: Alexander Ramsey) سناتور سابق عضو حزب جمهوری‌خواه ایالات متحده آمریکا بود. وی در سال ۱۸۶۳ تا ۱۸۷۵ میلادی سناتور ایالت مینه‌سوتا در سنای ایالات متحده آمریکا بود.